# Mistrzostwa Europy w Koszykówce Mężczyzn 1995
Mistrzostwa Europy w koszykówce mężczyzn 1995 odbyły się w Grecji w dniach 21 czerwca - 2 lipca 1995 r. Czternaście drużyn zostało podzielonych na 2 grupy. Zwyciężyła drużyna Jugosławii, drugie miejsce zajęła Litwa, zaś trzecie Chorwacja.

## Faza grupowa

### Grupa A

#### Tabela
| msc. | Drużyna    | pkt | zw | por | stosunek koszy |
| ---- | ---------- | --- | -- | --- | -------------- |
| 1.   | Jugosławia | 12  | 6  | 0   | 490 : 411      |
| 2.   | Litwa      | 11  | 5  | 1   | 513 : 442      |
| 3.   | Grecja     | 10  | 4  | 2   | 448 : 430      |
| 4.   | Włochy     | 9   | 3  | 3   | 438 : 433      |
| 5.   | Izrael     | 8   | 2  | 4   | 419 : 417      |
| 6.   | Niemcy     | 7   | 1  | 5   | 448 : 488      |
| 7.   | Szwecja    | 6   | 0  | 6   | 393 : 528      |

#### Wyniki
21 czerwca
- Niemcy 82 - 96 Litwa
- Izrael 71 - 73 Włochy
- Grecja 80 - 84 Jugosławia

22 czerwca
- Włochy 68 - 67 Niemcy
- Grecja 73 - 89 Litwa
- Szwecja 62 - 87 Izrael

23 czerwca
- Jugosławia 70 - 61 Litwa
- Niemcy 81 - 71 Szwecja
- Grecja 67 - 61 Włochy

24 czerwca
- Jugosławia 87 - 74 Włochy
- Izrael 78 - 60 Niemcy
- Grecja 86 - 68 Szwecja

26 czerwca
- Jugosławia 85 - 58 Szwecja
- Grecja 59 - 49 Izrael
- Litwa 80 - 69 Włochy

27 czerwca
- Izrael 59 - 72 Jugosławia
- Litwa 96 - 73 Szwecja
- Niemcy 79 - 83 Grecja

28 czerwca
- Włochy 93 - 61 Szwecja
- Jugosławia 92 - 79 Niemcy
- Litwa 91 - 75 Izrael

### Grupa B

#### Tabela
| msc. | Drużyna   | pkt | zw | por | stosunek koszy |
| ---- | --------- | --- | -- | --- | -------------- |
| 1.   | Chorwacja | 12  | 6  | 0   | 534 : 464      |
| 2.   | Hiszpania | 10  | 4  | 2   | 499 : 473      |
| 3.   | Rosja     | 10  | 4  | 2   | 577 : 508      |
| 4.   | Francja   | 10  | 4  | 2   | 496 : 466      |
| 5.   | Słowenia  | 8   | 2  | 4   | 505 : 506      |
| 6.   | Turcja    | 7   | 1  | 5   | 462 : 539      |
| 7.   | Finlandia | 6   | 0  | 6   | 457 : 574      |

#### Wyniki
21 czerwca
- Rosja 126 - 74 Finlandia
- Słowenia 68 - 89 Francja
- Hiszpania 85 - 70 Turcja

22 czerwca
- Chorwacja 91 - 83 Słowenia
- Francja 65 - 85 Rosja
- Finlandia 74 - 87 Hiszpania

23 czerwca
- Turcja 81 - 79 Finlandia
- Hiszpania 75 - 86 Francja
- Rosja 94 - 100 Chorwacja

24 czerwca
- Francja 90 - 76 Turcja
- Słowenia 82 - 92 Rosja
- Chorwacja 80 - 70 Hiszpania

26 czerwca
- Turcja 68 - 90 Chorwacja
- Finlandia 81 - 94 Francja
- Hiszpania 88 - 85 Słowenia

27 czerwca
- Słowenia 93 - 74 Turcja
- Chorwacja 92 - 77 Finlandia
- Rosja 78 - 94 Hiszpania

28 czerwca
- Finlandia 72 - 94 Słowenia
- Turcja 93 - 103 Rosja
- Francja 72 - 81 Chorwacja

## Ćwierćfinały
30 czerwca
- Rosja 71 - 82 Litwa
- Włochy 61 - 71 Chorwacja
- Grecja 66 - 64 Hiszpania
- Francja 86 - 104 Jugosławia

## Półfinały
1 lipca
- Litwa 90 - 80 Chorwacja
- Grecja 52 - 60 Jugosławia

## Finały
2 lipca

### mecz o 7. miejsce
- Rosja 108 - 89 Francja

### mecz o 5. miejsce
- Włochy 82 - 75 Hiszpania

### mecz o 3. miejsce
- Chorwacja 73 - 68 Grecja

### mecz o 1. miejsce
- Jugosławia 96 - 90 Litwa